# 新宮村 (愛媛県)
新宮村（しんぐうむら）は、かつて愛媛県の東予地方、宇摩地域にあった村。2004年、合併により自治体としての新宮村は消滅した。
人口1,700人の典型的な山村で、40以上の集落があるがそれぞれの間の距離があるうえ、幹線道路から何百メートルも上がった高台にも集落が点在する。高齢化率43%（2000年国勢調査）。全国でも数少ないインターチェンジのある村だった。

## 地理

### 位置・地形
四国のほぼ中央、愛媛県の東端に位置し、東は徳島県、南は高知県に1000メートル級の山々で接する。北は法皇山脈を境に川之江市と、西は伊予三島市の嶺南地域と接する。川之江市街へ堀切トンネルを経由して自動車で約20分。
村の大部分は急傾斜の山林で、耕作地は少ない。集落は谷あい及び比較的傾斜のゆるやかな中腹に分散している。村を東西に銅山川が深い渓谷を形作りつつ貫流し、徳島県山城町に至る。銅山川には新宮村から上流には新宮ダムなどが連なる。
土佐街道が村を南北に縦貫しており、歴史的遺産や言い伝えも数多く残っている。

### 気候
山地特有の変わりやすい気候であり、降雨も比較的多い。冬季はやや寒冷で積雪もみられる。

### 村名の由来
紀伊国新宮から熊野神社を勧請したとされ、これが今日に伝わる新宮の名の起源となった。

## 歴史

### 略史
※旧村の記事も参照のこと。
中世以前
- 797年（明暦16年） - 太政官道の通過に併せて山背駅（やましろ-）が設置される。以後、藩政期まで四国を横断する交通の要衝となった。
- 807年（和銅2年） - 紀伊国新宮から熊野神社を勧請。

近世
- 藩政期には上山・馬立・新瀬川・東新宮村が今治藩領、西新宮村が天領であった。

### 村の沿革
- 明治初期、馬立、新瀬川、新宮、上山の4箇村。
- 明治の町村制施行により、馬立、新瀬川、新宮の3か村の合併により新立村が、また上山1村にて上山村が成立。
- 1954年（昭和29年）3月31日 - 新立村と上山村の2か村の合併により、新宮村発足。
- 2004年（平成16年）4月1日 - 宇摩地域の合併で四国中央市となり、自治体としての新宮村は消滅。

```
新宮村の系譜
（町村制実施以前の村）　（明治期）　　　　　　　（昭和の合併）　（平成の合併）
　　　　　　　　　　　　町村制施行時
新宮　　━━━━┓　　　　　　　　　　　　昭和29年3月31日
新瀬川　━━━━╋━　新立村　━━━━┓　 　合併
馬立　　━━━━┛　　　　　　　　　　┣━　新宮村━━━━━━┓平成16年4月1日
上山　　━━━━━━　上山村　━━━━┛　　　　　　　　　　　┃新設合併
　　　　　　　　　　　　　　　　　　　　　　　　　　　　　　　┣四国中央市
　　　　　　　　　　　　　　　　　　　　川之江市━━━━━━━┫
　　　　　　　　　　　　　　　　　　　　伊予三島市━━━━━━┫
　　　　　　　　　　　　　　　　　　　　土居町━━━━━━━━┛
　　　　　　　　　　　　　　　　　　　　　　　　　
（注記）新宮村以外の合併以前の系譜はそれぞれの市町村の記事を参照のこと。

```

## 行政
- 最後の村長 - 法橋信一（ほっきょう のぶいち）
- 平成の市町村合併
新宮村にとって、合併しないという選択肢はそもそもありえず、宇摩地域の合併協議に最初から参加した。
- 財政
財源が乏しいため非常に厳しく、合併直前年度（2003年度）の決算では起債制限比率が16%（単年度）と厳しい水準であり、このままでは起債不可能になるところであった（20%になると起債に厳しい制限を受け、30%を超えると起債できなくなる）。典型的な山村である新宮村はそこまで追い詰められていた。
実際、合併後も旧村道（合併後、市道）の維持管理が行き届かなくなるのではないかとの不安がある。

## 教育
- 高等学校
村内に高等学校はない。バスを利用した川之江高校等へ通学も不可能ではないが、川之江・三島に住宅を借りて片親とともに居住する、いわば二重生活となるケースも増えている。また、保護者の自家用車による送迎も日常的に行われている。
- 中学校 村立新宮中学校1校のみ
- 小学校 村立新宮小学校と村立寺内小学校の2校

現在、小中一貫校の四国中央市立新宮小中学校のみである。(2007年に統合)

## 経済・産業
山村であり、農林業以外にこれといった産業はない。
冷涼な気候を活用した茶の栽培を営む農家があり、低農薬をセールスポイントにする茶園もあり、一定の固定客を得ている。

## 交通

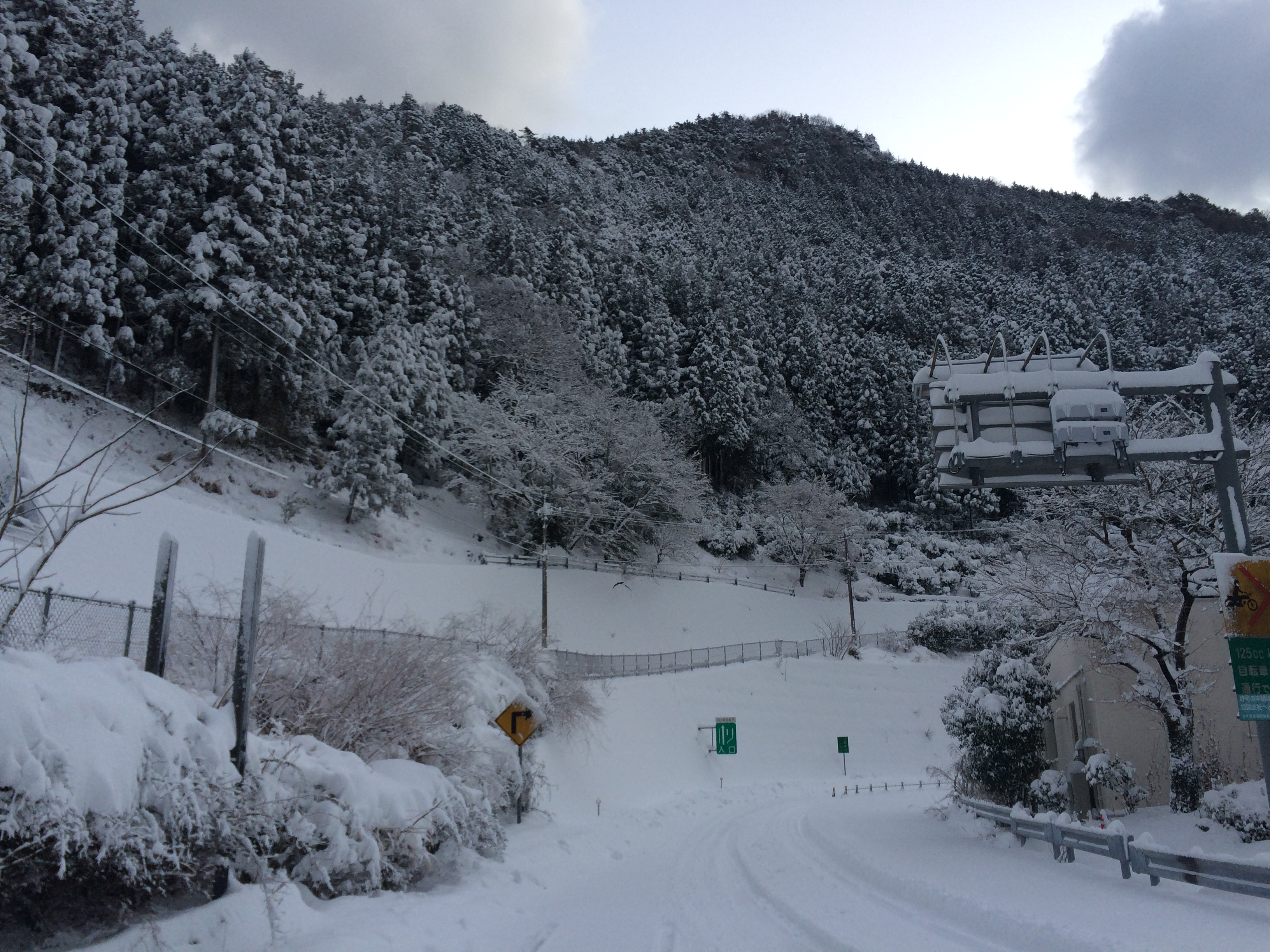
積雪時の新宮インターチェンジ（料金所出入り口の坂）

- 村外との交通手段　
自家用自動車に大部分を頼るしかない（四国の他の山村とほぼ同様）。
高知自動車道新宮インターチェンジ
瀬戸内運輸（せとうちバス）の三島・川之江方面、四国交通の池田（徳島県）方面への便がある。ただし、両方とも便数は少ない。徳島県へと抜ける国道319号は、国道とはいえ所によっては狭隘な区間がある。なお、愛媛・徳島県境にはその名も「県境」という名のバス停がある。

- 村内の交通手段
かつては新宮村にも旧国鉄バスが乗り入れていたが、利用は減少の一途をたどり、順次廃止された。
1986年（昭和61年）12月 - 堀切トンネル口 - 日浦廃止
1991年（平成3年）4月 - 伊予新宮 - 新瀬川廃止
＊せとうちバス川之江営業所－三島－上分－金田－堀切トンネル口－新宮はせとうちバス新宮線が代替している。
これに対応するため、高齢者の交通手段を確保する意味もあって、新宮村では村営福祉バスを1989年（平成元年）から運行開始。
その後、村内に一社あったタクシー業者（車両一台）が廃業し、タクシーも含めた村民の交通手段がマイカーのみという事態になった。当時、新宮村も含めた宇摩地域で合併協議が始まっており、コミュニティバス導入の検討も行われていたが、合併時までに結論が得られそうにないことから、村では2003年（平成15年）10月、先行して村営による路線充実を図った。2004年現在、7路線を3台のバスで運行中。民間バスと合わせて村内外の交通ネットワークを形成し、村内はほぼカバー。とはいえ、村外の人の利用には実際上ならない状況に変わりはない。

### 鉄道
村内に鉄道はない。
最寄駅 JR予讃線：川之江駅

### 道路

#### 高速道路
- 高知自動車道
  - インターチェンジ

8 新宮IC
  - パーキングエリア

馬立PA（上り線）

#### 一般国道
- 国道319号

#### 県道
- 主要地方道
  - 愛媛県道5号川之江大豊線
- 一般県道
新宮村内に一般県道は走っていない。

## 観光

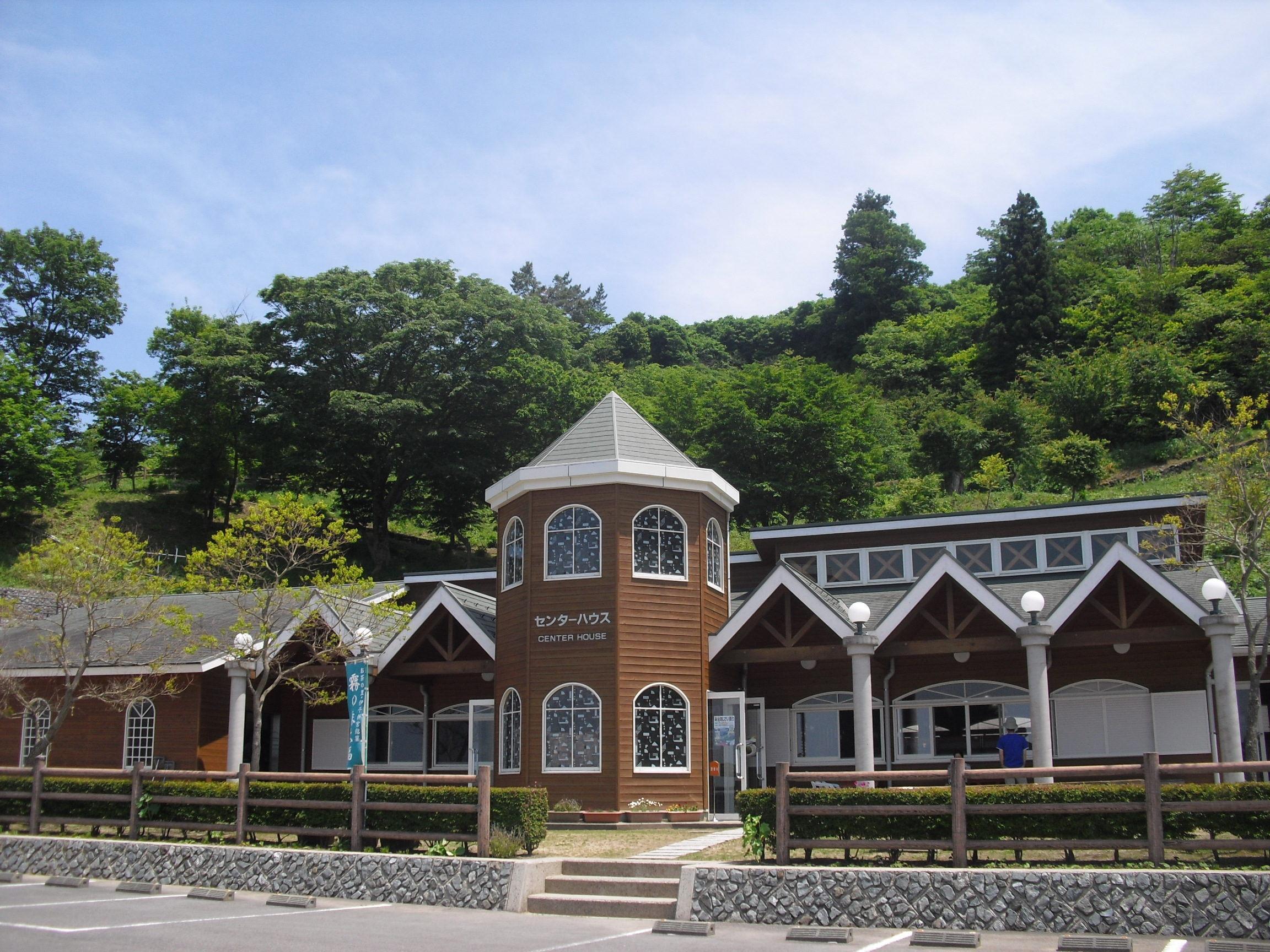
霧の高原

- 観光地
霧の森、霧の高原（レストラン・コテージ、物産販売施設・温浴施設）、塩塚高原（キャンプ場、パラグライダー場など）、新宮ダム、旧土佐街道、馬立本陣、あじさい街道、新四国、奥の院仙龍寺
- イベント　あじさいまつり（6月）、
- 特産物 – 霧の森大福、新宮茶、しいたけ、木工品

## 著名な出身者
- 真鍋淑郎（アメリカ合衆国の気象学者、2021年ノーベル物理学賞受賞者）
- 石川晋也（プロレスラー）

## その他話題
- 霧の森大福 - 第三セクターで運営している施設「霧の森」の看板商品で、インターネット通販でもランキングに載るほどの人気商品。村内の販売所では一人一個（箱）の制限を設けているが、当日分が早めに完売することもしばしば。松山市内にも直売店を有している。「霧の森」施設内のレストランでは、ヘルシーさを前面に押し出した豆腐料理が人気。新宮ICからごく近く、山村ではあるが気軽に村外からでも高速道路を利用すれば利用しやすい。
- 観音像 - 霧の森公園内に村が観音像を設置しようとしたが、政教分離に反する、また公費の無駄遣いとの批判があり、また村を相手取った訴訟が起こされた。結局、観音像は敷地内から外され、隣接地に設置された（現存）。
- インターチェンジのある村 - 新宮村は四国山地の山の中であるが、四国山地を横断する高知自動車道が見上げる上を高架とトンネルで貫通している。村内には新宮インターチェンジが設置され、インターチェンジすぐそばに、霧の森という一連の観光交流施設が設けられるなど、村では観光客誘致にも力を入れている。